# Giovanni Antonio Rigatti
Giovanni Antonio Rigatti (Venezia, 1613 – Venezia, 24 ottobre 1648) è stato un compositore italiano.

## Biografia
Giovanni Antonio Rigatti ricevette la sua formazione musicale nella cantoria delle voci bianche della basilica di San Marco nel 1621, e successivamente in uno dei conservatori di Venezia. Contemporaneamente si preparava a divenire sacerdote. Dal settembre del 1635 al marzo del 1637 fu maestro di cappella nella cattedrale di Udine. Dal 1639 egli è stato "maestro d'organo e musica alle figliole" presso il conservatorio dell'Ospedale dei Mendicanti di Venezia. Rigatti insegnò anche all'Ospedale dei Incurabili, pur senza ottenere l'autorizzazione dei suoi superiori: Francesco Lucio fu tra i suoi allievi. Nel 1642 Rigatti divenne maestro di cappella di Gianfrancesco Morosini, che nel 1645 fu eletto patriarca di Venezia e successivamente lo nominò canonico della Basilica di San Marco.
Rigatti ha pubblicato nove volumi di musica sacra (cinque di mottetti solisti e concertati, quattro di salmi contenenti anche tre messe), e due libri di musica profana (monodie in stile concertato e madrigali). La Messa e i Salmi del 1640 dedicati all'imperatore Ferdinando III sono la raccolta più importante di Rigatti, che mostra lo stesso alto livello di ingegno musicale della "Selva morale e spirituale" di Claudio Monteverdi pubblicata nello stesso periodo.